# Evelyn Stokes
Dame Evelyn Mary Stokes (née Dinsdale, 5 décembre 1936 à Tauranga - 15 août 2005) est une chercheuse, professeure de géographie à l'université de Waikato en Nouvelle-Zélande et membre du tribunal Waitangi du gouvernement néo-zélandais. Tout au long de sa vie, elle a œuvré pour la reconnaissance de groupes marginalisés, dont notamment les femmes et les Maoris. Elle a publié de nombreux articles sur la géographie historique de la Nouvelle-Zélande et sur les questions foncières des Maoris.

## Biographie
Evelyn Mary Dinsdale naît à Tauranga, en Nouvelle-Zélande, le 5 décembre 1936. Elle fait ses études à l'école primaire puis au collège de Tauranga où elle est l'une des premières non-Maoris à rejoindre le groupe local de kapa haka. Elle entre ensuite au Canterbury University College, où elle obtient en 1959 une maîtrise avec des honneurs de première classe en géographie. Après avoir obtenu ce diplôme, elle suit un cours de formation d'enseignants de troisième cycle au Christchurch Teachers' College. Elle enseigne brièvement au lycée Te Kuiti, ce qui lui permet de remplir les conditions de la bourse pour enseignants du post-primaire qui avait financé ses études.
En 1960, elle reçoit une bourse de voyage Fulbright et une bourse Smith-Mundt du gouvernement des États-Unis qui lui permettent de se rendre à l'université de Syracuse. Pendant son séjour en Amérique, elle effectue une démonstration de longs poi swing à la télévision. En 1963, elle passe son doctorat sous la direction de Donald Meinig,.
En 1964, peu de temps après son retour en Nouvelle-Zélande, elle épouse Brian Stokes, avec qui elle a deux enfants.
Evelyn Stokes est nommée chargée de cours à l'université d'Auckland et enseigne pendant un an sur le site de Waikato. En 1964 est fondée l'université de Waikato et elle devient membre du département de géographie. À Waikato, Evelyn Stokes milite pour la promotion des études maories et pour l'intégration des communautés locales maories dans les activités de l'université,. Elle est membre du corps professoral pendant près de 41 ans, la plus longue durée parmi le personnel de Waikato. En 1969, elle est promue maîtresse de conférences et, en 1975, lectrice. Au début des années 1970, élément inhabituel pour un département de géographie en Nouvelle-Zélande, le département de Waikato est scindé en deux. La géographie physique est transférée au Département des sciences de la Terre. Evelyn Stokes reste dans celui qui est renommé "Département de géographie humaine et d'études environnementales" à la Faculté des arts et des sciences sociales. La géographe Louise Johnson se souvient d'elle comme « d'une femme sage mais distraite, quelqu'un qui n'accordait aucune attention aux imbéciles mais qui a ouvert son cœur, son esprit et sa maison à ceux dont elle respectait l'intellect et leur politique ». Elle est connue comme une kuia (mot maori pour une vieille sage) du département de géographie.
Evelyn Stokes s'est éteinte le 15 août 2005 à l'âge de 68 ans.

## Travaux
Evelyn Stokes a publié de nombreux articles sur la géographie historique de la Nouvelle-Zélande et sur les questions foncières des Maoris.
Elle est fondatrice du New Zealand Journal of Geography, créé à partir de la brochure New Zealand Geographical Society Record,. Pendant 10 ans, elle en est la rédactrice en chef. Les deux grands domaines de publication académique de Stokes concernent l'histoire de la région de Tauranga en Nouvelle-Zélande et celui des Maoris. Elle publie Te Raupatu o Tauranga Moana, une collection d'œuvres écrites liées à la région de Tauranga. Son mémoire de maîtrise portait sur les colonies de la région de Tauranga. En 1980, elle publie un livre sur l'histoire du comté de Tauranga, que le géographe Richard Bedford appelle « l'histoire définitive » de la région, et pour laquelle elle reçoit le « Major Award » J. M Sherrard en histoire régionale. Ses recherches sur l'utilisation des ressources maories ont fait l'objet d'une trentaine d'articles.
Stokes s'est intéressée à l'enseignement de la géographie au niveau secondaire. Elle publie une série de 20 articles sur le programme de ce niveau dans le New Zealand Journal of Geography et le New Zealand Geographer. Elle siège de 1976 à 1987 en tant que membre du Comité national du programme de géographie de Nouvelle-Zélande.
Les opinions féministes de Stokes ont été façonnées lors de son service en tant que professeur de lycée. En tant que femme, elle était payée 100 £ de moins par an que les hommes d'un niveau d'expérience équivalent. À la fin des années 1970, avec Anne Magee, Evelyne Stokes aide à créer des études de genre et des études féministes à l'Université de Waikato et dès le début, elle œuvre pour des perspectives féministes en géographie,. En 1987, Stokes et quatre collègues publient une « déclaration collective » sur la géographie féministe dans le New Zealand Geographer ; Robyn Longhurst et Lynda Johnston présentent un regard rétrospectif sur son travail dans ce domaine.
Stokes a également joué un rôle important dans la constitution de la collection de cartes de l'Université de Waikato. En 1964, avec Michael Selby, ils transfèrent la collection de la New Zealand Geographic Society à Waikato. De 1966 à 1983, elle en est la bibliothécaire, l'enrichissant par des achats réguliers lors de ses voyages à l'étranger. John Robson  écrit que « sans elle, Waikato n'aurait peut-être jamais eu de carthothèque ou, du moins, elle aurait été beaucoup plus pauvre ». Richard Bedford ajoute que « sa passion pour les cartes a maintenu une tradition de cartographie très vivante au Département de Géographie de Waikato depuis près de 40 ans ». Bedford déclare également que « ses publications sont réputées pour leur cartographie méticuleuse et innovante ». Ses compétences dans ce domaine ont été mises à profit au sein du comité de rédaction du New Zealand Historical Atlas (1991-1997).

## Engagement public
En sa qualité de membre du Ngāti Tahu Tribal Trust (pour lequel elle a servi de 1980 à 1991), Evelyn Stokes aide à négocier un bail majeur de terres maories pour la centrale géothermique d'Ohaaki, un changement par rapport aux pratiques antérieures pour lesquelles la propriété foncière était transférée au gouvernement,. Elle travaille également en étroite collaboration avec deux autres tribus maories, les Ngāti Tūwharetoa et les Ngāti Hauā, dont Stokes a rédigé une importante biographie du chef, Wiremu Tamihana.

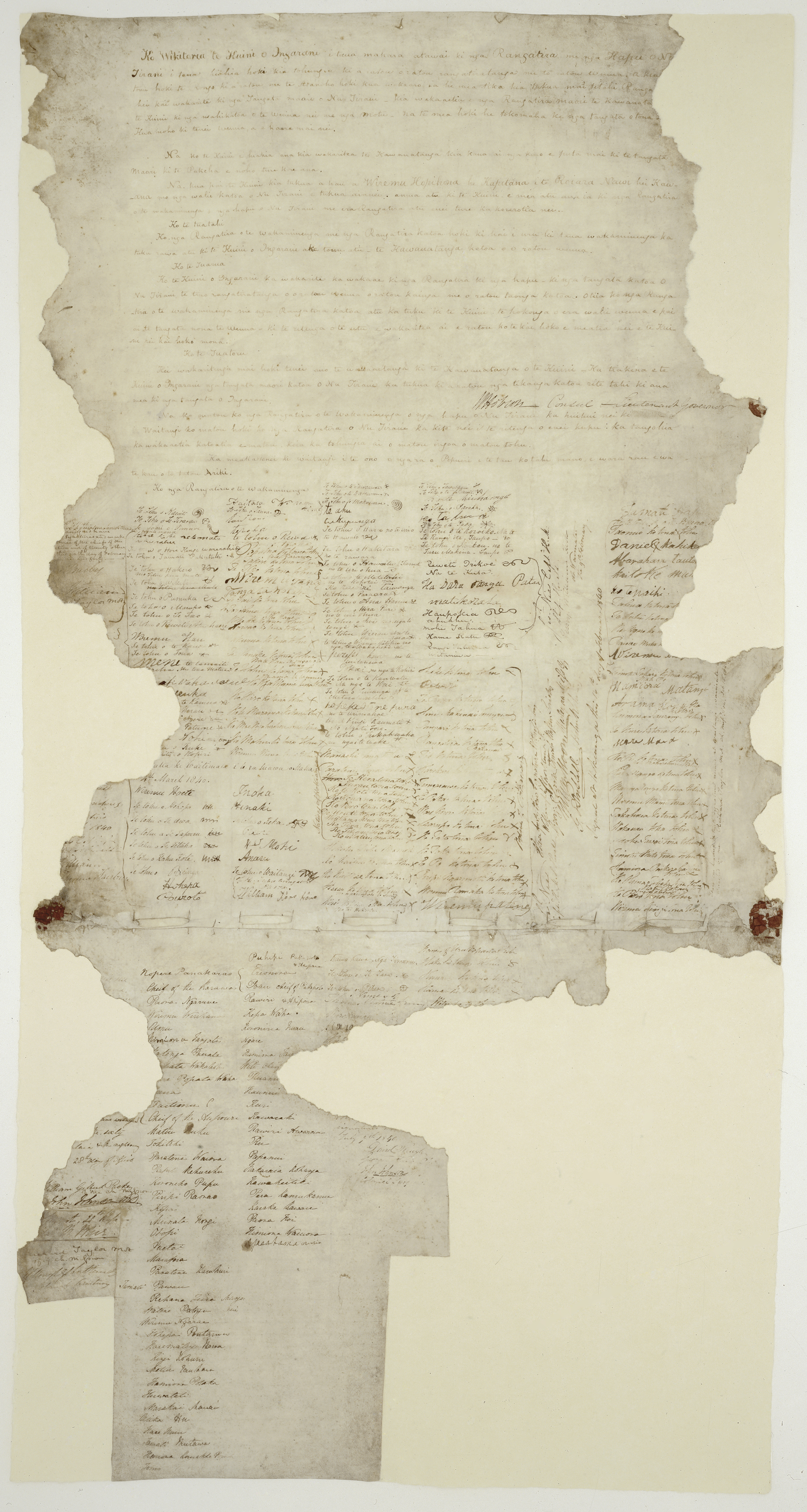
Traité de Waitangi

Pendant près de 16 ans, Stokes est membre du tribunal de Waitangi, la commission gouvernementale néo-zélandaise qui statut sur les revendications territoriales des Maoris en ce qui concerne le Traité de Waitangi,. Les recherches de Stokes sur l'histoire du comté de Tauranga sont étroitement liées à son travail sur ce dossier. Son expérience avec les Ngāti Tahu et Ngāti Tūwharetoa a aidé à guider son travail avec le tribunal de Waitangi, ainsi que sur d'autres cas impliquant des ressources géothermiques. Dans le cadre du tribunal de Waitangi, Stokes travaille sur les chemins de fer Pouakani, Muriwhenua, Te Maunga, sur le canton de Turangi, Mohaka ki Ahuriri, Kaipara et Hauraki, jouant un rôle important dans la rédaction des rapports portant sur ces affaires.
Stokes siège également pendant de nombreuses années au New Zealand Geographic Board, l'organisme chargé d'attribuer les noms de lieux officiels en Nouvelle-Zélande. Au cours de son mandat au conseil, elle œuvre à la restauration de noms autochtones dans des lieux qui avaient été renommés lors de la colonisation anglaise de la Nouvelle-Zélande,.

## Prix et distinctions
En 1990, l'Université de Waikato décerne à Stokes une chaire personnelle "en reconnaissance de sa contribution exceptionnelle à la recherche et à l'enseignement". La même année, elle reçoit également la Médaille commémorative 1990 de la Nouvelle-Zélande. Lors des promotions du Nouvel An 2000, elle est nommée Dame Companion de l'Ordre du mérite néo-zélandais pour ses services rendus à l'enseignement supérieur et aux populations Maoris. Elle est la dernière femme en Nouvelle-Zélande à être nommée Dame avant que ce titre ne soit remplacé par "Distinguished Companion" en 2001, puis jusqu'à ce que les Dames soient réintroduites en 2009.
En 2001, la Société néo-zélandaise de géographie lui rend hommage en lui décernant la  Distinguished New Zealand Geographer Medal et en la nommant membre à vie de la société,; elle était la deuxième universitaire à être ainsi honorée. Garth Cant fait alors remarquer que « personne dans la géographie n'a apporté une contribution plus substantielle et durable à l'intégrité et au bien-être de cette nation que nous appelons Aotearoa/Nouvelle-Zélande dans les années 1980 et 1990 que Dame Evelyn Stokes ».
Un numéro spécial de New Zealand Geographer (volume 61, numéro 2, août 2005) est consacré à Evelyn Stokes et la géographie à l'Université de Waikato,. Bien que les articles qu'il contient aient été écrits avant la mort de Stokes, il n'a été publié que peu de temps après son décès. À sa mort, Evelyn Stokes a été honorée d'un tangi, une cérémonie funéraire officielle de trois jours maorie, sur Te Kohinga Mārama marai.

## Hommages
En 2006, l'Université de Waikato inaugure une série de conférences et une bourse de doctorat à la mémoire de Stokes. La première conférence de la série, par Malcolm McKinnon, président de l'Association des historiens professionnels de Nouvelle-Zélande/Aotearoa, était intitulée Cartographier le passé : Evelyn Stokes et l'histoire d'Aotearoa.
Stokes Peak, une montagne de la chaîne de Kaimai, située directement au-dessus du tunnel de Kaimai près de Tauranga, a été nommée en son honneur en 2010 par le New Zealand Geographic Board ; le nom a été abandonné en 2012 après des objections des Ngāti Hinerangi.

## Livres
- (en) Evelyn Stokes, A History of Tauranga County, Dunmore Press, 1980 (ISBN 0-908564-51-1)
- (en) Evelyn Stokes, Wiremu Tamihana: Rangatira, Softback, 2002 (ISBN 1-877266-92-2)